# Canthon viridis
Canthon viridis är en skalbaggsart som beskrevs av Palisot De Beauvois 1805. Canthon viridis ingår i släktet Canthon och familjen bladhorningar. Inga underarter finns listade.